# لاکاز
لاکاز ها(عدد گروه آنزیم 1.10.3.2) آنزیمهای اکسیداز حاوی مس هستند که در بسیاری از گیاهان، قارچ‌ها و میکروارگانیسم‌ها یافت می‌شوند. لاکازها بر روی فنل‌ها و مواد مشابه آن‌ها عمل می‌کنند، اکسیداسیون‌های یک الکترون را انجام می‌دهند و منجر به اتصال به هم می‌شوند. به عنوان مثال، لاکازها با در اتصال اکسیداتیو monolignols، خانواده ای از فنل‌های طبیعی اتفاق می‌افتند، در تشکیل لیگنین نقش دارند. لاکازهای دیگر، مانند آنهایی که توسط قارچ Pleurotus ostreatus تولید می‌شود، در تخریب لیگنین نقش دارند و بنابراین می‌توانند به عنوان آنزیم‌های اصلاح کننده لیگنین طبقه‌بندی شوند. لاکازها شکافت حلقه ترکیبات آروماتیک را کاتالیز می‌کنند.
لاکاز برای اولین بار توسط Hikorokuro Yoshida در سال ۱۸۸۳ و سپس توسط گابریل Bertrand در سال 1894 در شیره درخت لاک ژاپنی مورد مطالعه قرار گرفت، جایی که به شکل‌گیری لاک کمک می‌کند، از این رو نام لاکاز است.

## جایگاه فعال
جایگاه فعال شامل چهار مرکز مس است که ساختارهایی را اتخاذ می‌کنند که به عنوان نوع I، نوع II و نوع III طبقه‌بندی شده‌اند. یک گروه (سه مس) شامل انواع II و III مس است (شکل را ببینید). این مرکز هست که به O 2 متصل می‌شود و آن را به آبکاهش می‌دهد. هر زوج مس (I, II) یک الکترون مورد نیاز برای این تبدیل را ارائه می‌دهد. مس نوع ۱ به O 2 متصل نمی‌شود، بلکه به صورت آرام به عنوان جایگاه انتقال الکترون عمل می‌کند. مس نوع III را می‌توان با جیوه (II) جایگزین کرد، که باعث کاهش فعالیت لاکاز می‌شود. سیانید تمام مس‌ها را از آنزیم جدا می‌کند و نشان داده شده‌است که تعبیه دوباره آن با مس نوع I و نوع II غیرممکن است. با این حال، مس نوع III می‌تواند دوباره درون آنزیم قرار گیرد. انواع آنیونهای دیگر لاکتاز را مهار می‌کند.

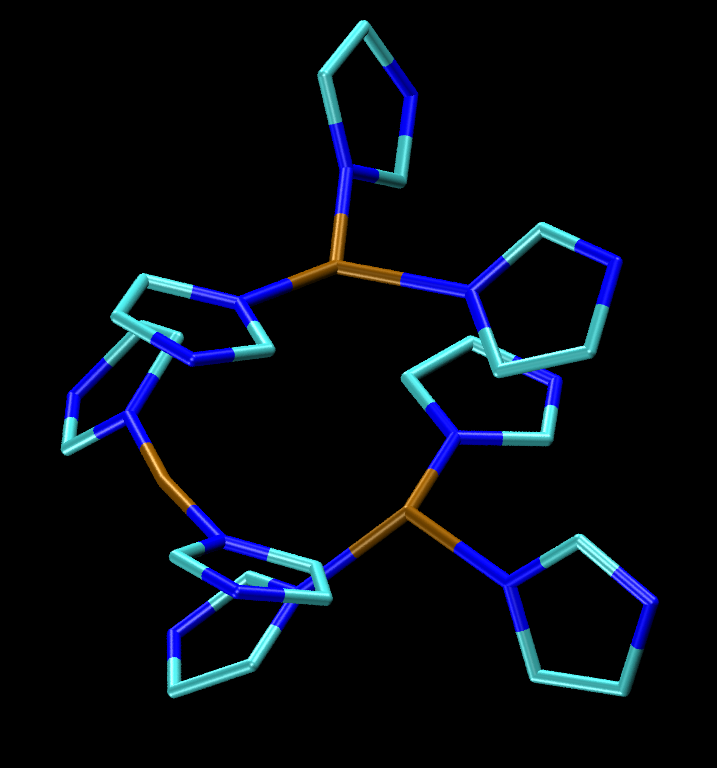
محل سه-مس در بسیاری از لاکازها، توجه داشته باشید که هر مرکز مسی متصل به حاشیه ایمیدازول هیستیدین است (کد رنگ: مس قهوه ای است، ازت آبی است).

لاکازها تأثیر می‌گذارد بر واکنش کاهش (احیا) اکسیژن در overpotentials پایین. آنزیم به عنوان کاتد در سلول‌های زیست سوخت آنزیمی بررسی شده‌است. برای تسهیل انتقال الکترون به سیم الکترود جامد می‌توان آنها را با یک واسطه الکترونی جفت کرد. لاکازها برخی از معدود اکسیدوروکتازها هستند که به عنوان کاتالیزورهای صنعتی تجاری می‌شوند.